# Рамона Нойберт
Рамона Нойберт (нім. Ramona Neubert; дошлюбне прізвище — Гелер (нім. Göhler); нар. 26 липня 1958) — німецька легкоатлетка, яка спеціалізувалася на багатоборстві.
На міжнародних змаганнях представляла НДР.

## Спортивні досягнення
Посіла 4-е місце на олімпійських змаганнях з п'ятиборства (1980).
Перша в історії чемпіонка світу з семиборства (1983).
Чемпіонка Європи з семиборства (1982). Посіла 6-е місце у змаганнях з п'ятиборства на чемпіонаті Європи (1978).
Переможниця Кубка Європи з семиборства (1981, 1983). Була також третьою у змаганнях з п'ятиборства на Кубку Європи (1979).
Чемпіонка НДР зі стрибків у довжину (1982) та семиборства (1981). Чемпіонка НДР в приміщенні з п'ятиборства (1978, 1981).
Авторка першого в історії офіційного світового рекорду з семиборства — 6717 (1981). Надалі покращувала його двічі — 6773 (1982) та 6836 (1983).

## Визнання
- Срібний орден «За заслуги перед Вітчизною» (1984)